# Пандора (спътник)
 Тази статия е за спътника на Сатурн.  За астероида вижте 55 Пандора.  За митологичния персонаж вижте Пандора.
Пандора е естествен спътник на Сатурн, открит през 1980 г. на снимки от апарата Вояджър 1, с предварително означение 1980 S 26. Името Пандора е установено през 1985 г., но като алтернатива се употребява и Сатурн 17. Спътника носи името на героинята от древногръцката митология Пандора.
Пандора е външния спътник-овчар в F-пръстена. Покрита е с повече кратери отколкото съседния Прометей – на повърхността и има поне два кратера с диаметър от поне 30 km. За разлика от Прометей обаче на повърхността ѝ не се наблюдават хребети или долини.
От ниската плътност и сравнително високото албедо на тялото може да се заключи, че Пандора е поресто тяло, съставено предимно от лед.

## Галерия
- Снимка на Пандора направена от Вояджър 2 (август 1981).
- Пандора заснета от Касини-Хюйгенс през 2005. На заден план се виждат пръстените на Сатурн.
- Сондата Касини заснема този кадър на Пандора в бизък план при облитането на спътник на 3 юни 2010.